# شارل امانوئل سوم ساردنی
شارل امانوئل سوم (۲۷ آوریل ۱۷۰۱ – ۲۰ فوریه ۱۷۷۳) دوک ساووا و شاه ساردنی از سال ۱۷۳۰ تا زمان مرگش بود.

## جنگ جانشینی لهستان
با آغاز جنگ جانشینی لهستان، ساردنی علیه اتریش به یاری فرانسه شتافت. شارل امانوئل سوم توانست در ۱۷۳۳ بدون مقاومت چندانی، میلان را فتح کند. البته با پایان جنگ، اسپانیایی‌ها که خواهان میلان بودند، این ناحیه را از ساردنی گرفته و در عوض مناطق دیگری مانند نووارا و تورونتا را به این کشور دادند.

## جنگ جانشینی اتریش
ساردنی با آغاز جنگ جانشینی اتریش، طرف اتریش به رهبری ماریا ترزا گرفت و به همین دلیل، مورد حمله نیروهای مشترک اسپانیا و فرانسه قرار گرفت. پس از ۵ سال جنگ، عاقبت کلیه خاک ساردنی از وجود دشمن پاک شد و آنگاه در پیمان اکس لاشاپل، شهر وجوانو به قلمرو شارل امانوئل اضافه شد.
شارل امانوئل از ورود به جنگ هفت ساله خودداری ورزید و در مقابل، به سازماندهی ارتش ساردنی و بهبود اوضاع داخلی کشور پرداخت. او همچنین، دانشگاه‌های کالیاری و ساساری را به وجود آورد.